# MF Sulafjord
MF Sulafjord (Tidligere MF Austrheim, MF Bjørnefjord, MF Boknafjord, MF Bastø IV og MF Bastø VII) er en norsk bilfærge bygget i 1986 ved Trønderverftet, Hommelvik, Norge. Færgen går i rutefart for BastøFosen AS på færgeforbindelsen Horten-Moss

## Historie
- 1986: Færgen bliver leveret som MF Austrheim for Bergen-Nordhordland Rutelag.
- 1986-1994: Færgen sættes inn på ruten Steinestø-Knarvik.
- 1995-2000: Færgen, omdøbt MF Bjørnefjord, er sat i trafik på ruten Skjersholmane-Valevåg.
- 2001: Færgen, omdøbt MF Boknafjord, ombygges ved Båtbygg AS.
- 2001-2007: MF Boknafjord sættes i trafik mellem Arsvågen-Mortavika, Boknafjorden.
- 2007-2011: Reservefærge og charterfærge. Var reservefærge på ruten Horten-Moss 2007/2008.
- 2012 : Sættes i trafik på forbindelsen Horten-Moss. Færgen omdøbt MF Bastø IV.